# Arganza (León)
Arganza es un municipio y villa española de la provincia de León, en la comunidad autónoma de Castilla y León. Se encuentra en la comarca de El Bierzo y cuenta con una población de 805 habitantes (INE 2024). Es uno de los municipios leoneses en los que se habla gallego.

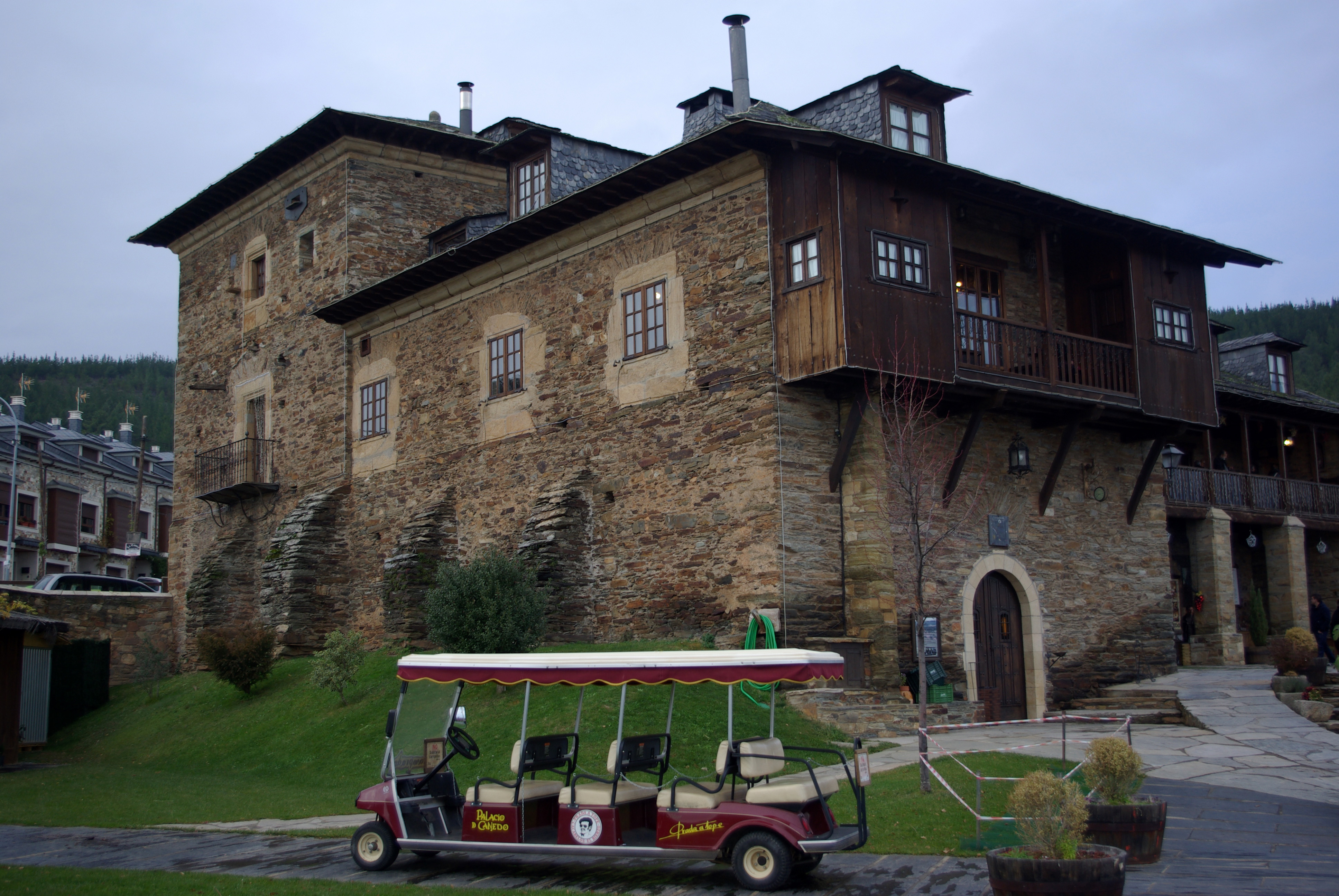
Palacio de Canedo

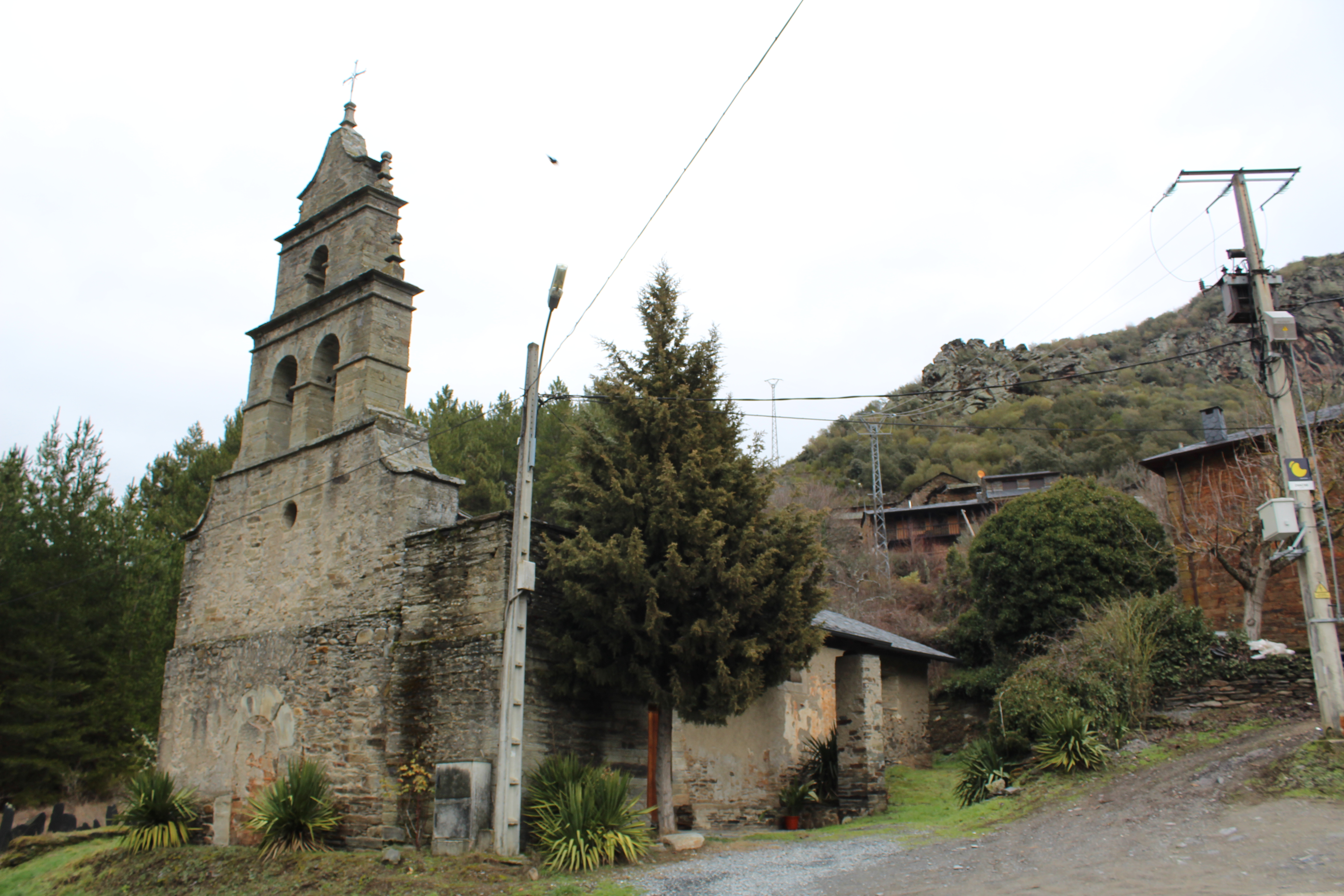
Iglesia de Espanillo

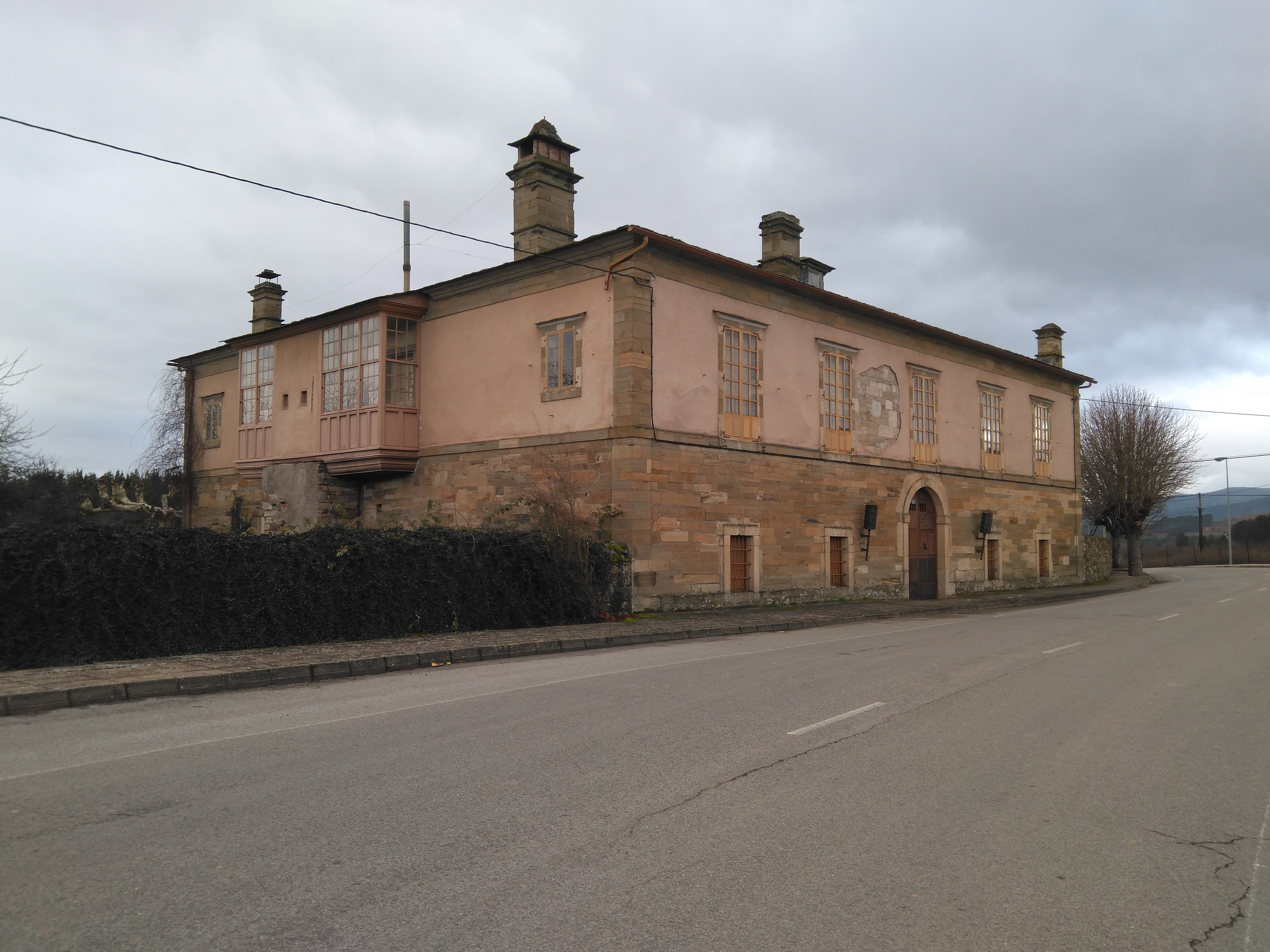
Palacio de Arganza

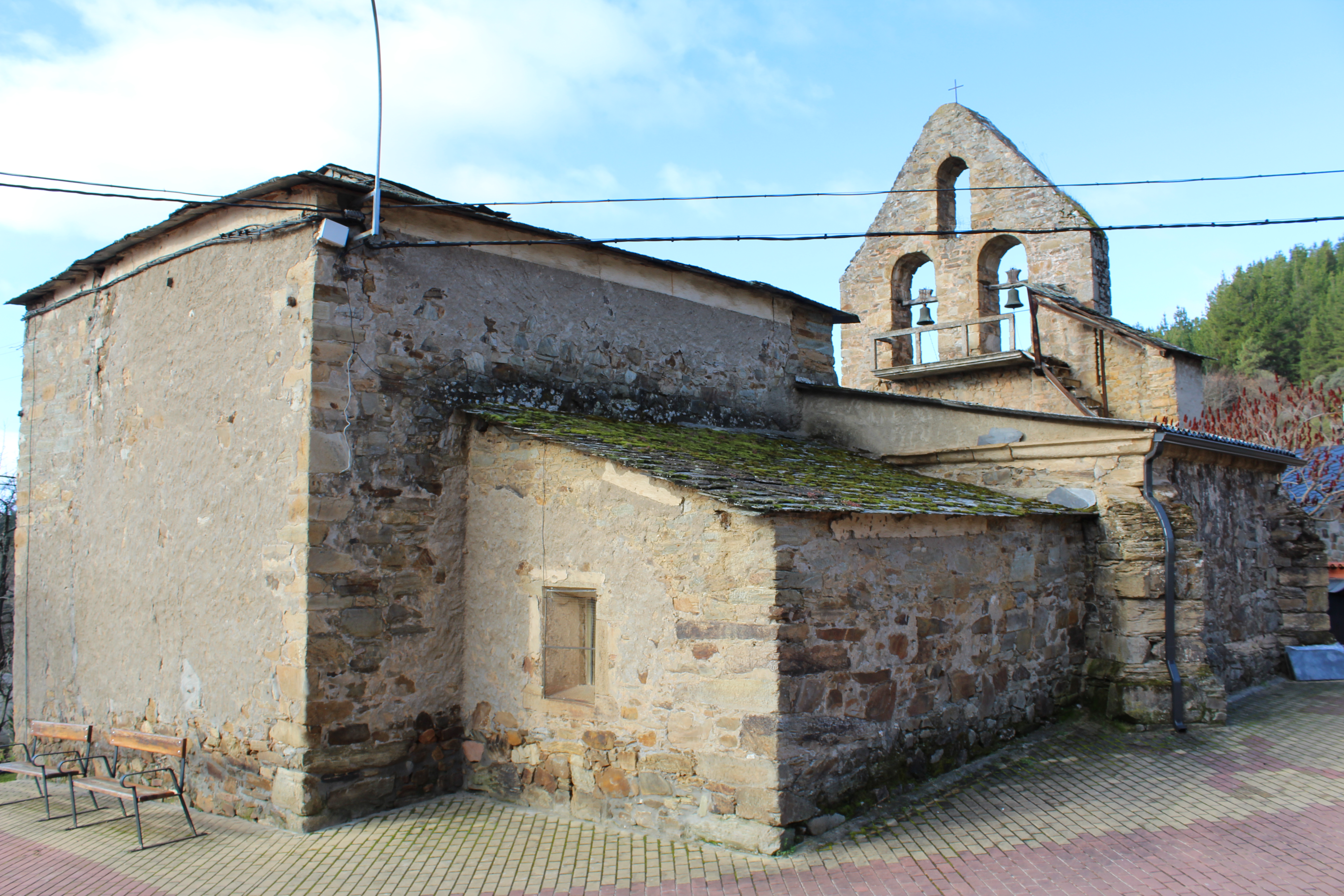
Iglesia de San Miguel de Arganza

## Geografía
Arganza se encuentra en la comarca de El Bierzo, al oeste de la provincia de León. Su término municipal limita al norte con Vega de Espinareda, al sur con Camponaraya y Cacabelos, al este con Sancedo y al oeste con Cacabelos.
| Noroeste: Vega de Espinareda | Norte: Vega de Espinareda | Noreste: Sancedo       |
| Oeste: Cacabelos             |                           | Este: Sancedo          |
| Suroeste Cacabelos           | Sur: Camponaraya          | Sureste: Cabañas Raras |

### Orografía
El relieve es predominantemente abrupto, alcanzando mayor altitud en la parte norte del municipio. En el término municipal se encuentra el vértice geodésico del Alto de Fiales, a una altitud de 954 m s. n. m.

### Hidrografía
Arganza está regada por el río Forneda en la parte norte del municipio, el río Cúa en el noroeste y por el Canal del Bierzo en su parte sur, así como por varios arroyos y cauces menores.

## Historia
Las primeras noticias de poblamiento humano en el municipio se datan en la época romana, en la cual se ha catalogado un castro existente en las cercanías de Campelo, que podría haber sido un castro original astur posteriormente reaprovechado por los romanos.
En la Alta Edad Media, el territorio del municipio de Arganza quedó englobado dentro del reino de León, en cuyo seno se habría acometido la fundación o repoblación de las localidades del municipio. Así, cerca de Arganza se levantó en esta época un palacio real construido originalmente por el rey Vermudo II de León en el siglo X.
Ya en la Baja Edad Media, Arganza fue un señorío dependiente del conde de Lemos, pasando más tarde a los dominios del marqués de Villafranca, en torno al siglo XV.
Finalmente, ya en la Edad Contemporánea, en 1821 Arganza fue una de las localidades que pasó a formar parte de la provincia de Villafranca o del Vierzo, si bien al perder ésta su estatus provincial al finalizar el Trienio Liberal, en la división de 1833 Arganza quedó adscrito a la provincia de León, dentro de la Región Leonesa.

## Demografía
Cuenta con una población de 805 habitantes (INE 2024).
| Gráfica de evolución demográfica de Arganza entre 1842 y 2021                                                         |
| |
| Población de derecho según los censos de población del INE. Población de hecho según los censos de población del INE. |

### Población por núcleos
El municipio se divide en varios núcleos de población, que poseían la siguiente población en 2017 según el INE.
| Núcleo de población   | Población |
| --------------------- | --------- |
| Magaz de Arriba       | 255       |
| Arganza               | 230       |
| San Juan de la Mata   | 144       |
| Canedo                | 81        |
| Campelo               | 44        |
| San Miguel de Arganza | 27        |
| Espanillo             | 22        |
| San Vicente           | 16        |

## Economía
La actividad económica predominante en Arganza continúa siendo la agricultura, destacando las grandes extensiones de viñedo.

## Comunicaciones
Arganza se encuentra comunicada mediante la carretera provincial LE-712. A 122 km se encuentra el aeropuerto de León.

## Patrimonio
Dentro del término municipal se halla la iglesia parroquial (la cual se remonta al siglo XVI), la casa-palacio de los Canedo, el castro romano en las cercanías de Campelo, la iglesia parroquial de Campelo, el palacio de Arganza, la iglesia parroquial de San Vicente, la iglesia parroquial de Espanillo, la iglesia parroquial de San Juan de la Mata y la iglesia parroquial de San Miguel de Arganza.